# Совет народных комиссаров Чувашской АССР
Совет Народных Комиссаров Чувашской АССР — правительство, высший исполнительный и распорядительный орган Чувашской АССР с 1925 по 1946 год.

## История
СНК Чувашской АССР был переименован в Совет министров Чувашской АССР согласно Указу Президиума Верховного Совета Чувашской АССР от 26 марта 1946 «О преобразовании Совета Народных Комиссаров Чувашской АССР в Совет Министров Чувашской АССР».

## Руководители
1. Коричев, Сергей Андреевич (5 ноябрь 1925 — 6 июля 1926)
2. с 7 июля 1926 по ноябрь 1926 должность вакантна
3. Яковлев, Александр Яковлевич (ноябрь 1926 — май 1927)
4. Михайлов, Ананий Михайлович (май 1927 — февраль 1930)
5. Самарин, Павел Яковлевич (февраль 1930 — февраль 1931)
6. Спасов, Лука Семёнович (февраль 1931 — февраль 1932)
7. Токсин, Василий Иванович (февраль 1932 — июль 1937)
8. Спасов, Лука Семёнович (сентябрь 1937 — 26 июля 1938)
9. Волков, Алексей Алексеевич (31 июля 1938 — 20 октября 1938)
10. Сомов, Александр Васильевич (декабрь 1938 — 12 июля 1942)
11. Матвеев, Антон Матвеевич (12 июля 1942 — 28 марта 1946)